# Tan-Tan
Tan-Tan (en àrab طانطان, Ṭānṭān; en amazic ⵟⴰⵏⵟⴰⵏ) és un municipi de la província de Tan-Tan, a la regió de Guelmim-Oued Noun, al Marroc. Segons el cens de 2014 tenia una població total de 73.209 persones.
Aquesta ciutat és famosa per:
- El seu port, a 25 km de la ciutat
- S'hi va descobrir una figura paleolítica anomenada Venus de Tan-Tan
- S'hi realitza el Moussem de Tan Tan, festival de tribus i cultures del desert
- S'hi està construint un reactor nuclear
- En aquests moments (2008) s'hi està construint la major base militar nord-americana de tota Àfrica